# Kanton Lizy-sur-Ourcq
Kanton Lizy-sur-Ourcq (fr. Canton de Lizy-sur-Ourcq) byl francouzský kanton v departementu Seine-et-Marne v regionu Île-de-France. Tvořilo ho 22 obcí. Zrušen byl po reformě kantonů 2014.

## Obce kantonu
- Armentières-en-Brie
- Cocherel
- Congis-sur-Thérouanne
- Coulombs-en-Valois
- Crouy-sur-Ourcq
- Dhuisy
- Douy-la-Ramée
- Étrépilly
- Germigny-sous-Coulombs
- Isles-les-Meldeuses
- Jaignes
- Lizy-sur-Ourcq
- Marcilly
- Mary-sur-Marne
- May-en-Multien
- Ocquerre
- Le Plessis-Placy
- Puisieux
- Tancrou
- Trocy-en-Multien
- Vendrest
- Vincy-Manœuvre